# فيوريل بي باربو
فيوريل بي باربو (بالرومانية: Viorel P. Barbu)‏ هو رياضياتي روماني، ولد في 14 يونيو 1941 في إقليم فاسلوي في رومانيا.

## وصلات خارجية
- الموقع الرسمي